# Amphiblestrum henryi
Amphiblestrum henryi är en mossdjursart som beskrevs av Kuklinski och Barnes 2009. Amphiblestrum henryi ingår i släktet Amphiblestrum och familjen Calloporidae. Inga underarter finns listade i Catalogue of Life.